# Dave Foley
David Scott "Dave" Foley, född 4 januari 1963 i Toronto i Kanada, är en kanadensisk skådespelare. Han är en av grundarna till komedigruppen och TV-serien Kids in the Hall.
Foley var gift med Tabitha Southey från 31 december 1991 till 1997 då de skilde sig. De har två barn ihop. Han gifte sig med Crissy Guerrero den 1 augusti 2002 och har ett barn med henne. Paret skilde sig 2008.

## Filmografi (i urval)

### Bio
- 1986 – High Stakes
- 1987 – Tre män och en baby
- 1994 – It's Pat
- 1996 – Kids in the Hall: Brain Candy
- 1997 – The Wrong Guy
- 1997 – Hacks
- 1998 – Ett småkryps liv
- 1999 – Blast from the Past
- 1999 – South Park: Bigger, Longer & Uncut
- 1999 – Dick
- 1999 – Toy Story 2
- 2001 – Monkeybone
- 2001 – On the Line
- 2002 – Run Ronnie Run
- 2002 – Swindle
- 2002 – Stark Raving Mad
- 2003 – Grind
- 2004 – Employee of the Month
- 2004 – Ham & Cheese
- 2004 – Intern Academy
- 2004 – Childstar
- 2005 – Sky High
- 2006 – Bilar
- 2007 – California Dreaming
- 2007 – Netherbeast Incorporated
- 2007 – Postal
- 2009 – Suck
- 2010 – Vampyrer suger
- 2011 – Monster Brawl
- 2012 – Last Call
- 2013 – Monsters University
- 2014 – Party Central
- 2024 – Space Cadet

### TV
- 1987 – Anne på Grönkulla: Fortsättningen (TV-serie)
- 1987 – American Playhouse (TV-serie)
- 1987 – Echoes in the Darkness
- 1988 – The Kids in the Hall (TV-serie)
- 1995 – NewsRadio (TV-serie)
- 1996 – Mr. Show with Bob and David (TV-serie)
- 1998 – From the Earth to the Moon (TV-serie)
- 2001 – Becker (TV-serie)
- 2002 – The Tick (TV-serie)
- 2002 – Just Shoot Me! (TV-serie)
- 2003 – The Toronto Show (TV-serie)
- 2003 – Odd Job Jack (TV-serie)
- 2003 – Kungen av Queens (TV-serie)
- 2003 – What's New, Scooby-Doo? (TV-serie)
- 2003 – Lilo & Stitch: The Series (TV-serie)
- 2003 – Freaky Finnertys (TV-serie)
- 2004 – Will & Grace (TV-serie)
- 2004 – I'm with Her (TV-serie)
- 2004 – Prom Queen: The Marc Hall Story
- 2005 – Las Vegas (TV-serie)
- 2005 – Father of the Pride (TV-serie)
- 2005 – Hot Properties (TV-serie)
- 2006 – Lovespring International (TV-serie)
- 2006 – Tom Goes to the Mayor (TV-serie)
- 2006 – Scrubs (TV-serie)
- 2007 – The Batman (TV-serie)
- 2007 – Slacker Cats (TV-serie)
- 2007 – Little Mosque on the Prairie (TV-serie)
- 2007 – Christine (TV-serie)
- 2008 – Carpoolers (TV-serie)
- 2008 – In Plain Sight (TV-serie)
- 2008 – Robson Arms (TV-serie)
- 2008 – Brothers & Sisters (TV-serie)
- 2008 – Stargate: Atlantis (TV-serie)
- 2009 – True Jackson (TV-serie)
- 2009 – Prep & Landing shorts (TV-serie)
- 2010 – Less Than Kind (TV-serie)
- 2010 – The Kids in the Hall: Death Comes to Town (TV-serie)
- 2010 – The Soup (TV-serie)
- 2010 – Leverage (TV-serie)
- 2010 – It's Always Sunny in Philadelphia (TV-serie)
- 2010 – Hot in Cleveland (TV-serie)
- 2011 – Desperate Housewives (TV-serie)
- 2011 – How I Met Your Mother (TV-serie)
- 2011 – Friends with Benefits (TV-serie)
- 2011 – Pound Puppies (TV-serie)
- 2011 – Eureka (TV-serie)
- 2011 – Nick Swardson's Pretend Time (TV-serie)
- 2011 – How to Be a Gentleman (TV-serie)
- 2011 – Dan Vs. (TV-serie)
- 2012 – Unsupervised (TV-serie)
- 2012 – The Middle (TV-serie)
- 2013 – Robot Chicken (TV-serie)
- 2013 – Newsreaders (TV-serie)
- 2013 – Maron (TV-serie)
- 2013 – Veep (TV-serie)
- 2013 – The Goodwin Games (TV-serie)
- 2013 – We Are Men (TV-serie)
- 2013 – Comedy Bang! Bang! (TV-serie)
- 2013 – Dads (TV-serie)
- 2014 – Justified (TV-serie)
- 2014 – Mr. Pickles (TV-serie)
- 2014 – Spun Out (TV-serie)
- 2015 – The Odd Couple (TV-serie)
- 2015 – Harvey Beaks (TV-serie)
- 2015 – Dr. Ken (TV-serie)
- 2016 – Bajillion Dollar Propertie$ (TV-serie)
- 2023 – Fargo (TV-serie)